# Firthcliffe
Firthcliffe és una concentració de població designada pel cens dels Estats Units a l'estat de Nova York. Segons el cens del 2000 tenia 4.970 habitants.

## Demografia
Segons el cens del 2000, Firthcliffe tenia 4.970 habitants, 1.965 habitatges, i 1.349 famílies. La densitat de població era de 637,5 habitants/km².
Dels 1.965 habitatges en un 34,9% hi vivien nens de menys de 18 anys, en un 55,6% hi vivien parelles casades, en un 9,9% dones solteres, i en un 31,3% no eren unitats familiars. En el 27,7% dels habitatges hi vivien persones soles el 13,7% de les quals corresponia a persones de 65 anys o més que vivien soles. El nombre mitjà de persones vivint en cada habitatge era de 2,51 i el nombre mitjà de persones que vivien en cada família era de 3,1.
Per edats la població es repartia de la següent manera: un 27% tenia menys de 18 anys, un 5,3% entre 18 i 24, un 29,9% entre 25 i 44, un 22,9% de 45 a 60 i un 15% 65 anys o més.
L'edat mediana era de 38 anys. Per cada 100 dones de 18 o més anys hi havia 82,8 homes.
La renda mediana per habitatge era de 55.125 $ i la renda mediana per família de 65.795 $. Els homes tenien una renda mediana de 46.742 $ mentre que les dones 32.476 $. La renda per capita de la població era de 24.894 $. Entorn del 4,4% de les famílies i el 6,7% de la població estaven per davall del llindar de pobresa.